# Nancy Silverton
Nancy Silverton (nascida em 20 de junho de 1954) é uma chef, confeiteira e autora norte-americana. Vencedora do Outstanding Chef Award da Fundação James Beard de 2014, Silverton é reconhecida por popularizar pães de massa lêveda e artesanais nos EUA.

## Infância e educação
Silverton cresceu em Sherman Oaks e Encino, no Vale de San Fernando, no sul da Califórnia. Nascida em uma família judia, sua mãe, Doris, era escritora da novela General Hospital e seu pai, Larry, era um advogado. Silverton se matriculou na Sonoma State University em ciências políticas e decidiu se tornar chef em seu primeiro ano depois de ter o que em 2013 descreveu como uma epifania. "Eu estava cozinhando nos dormitórios em uma cozinha de aço inoxidável, cozinhando comida vegetariana, e lembro que uma lâmpada acendeu e pensei: 'Ah, espere, isso é o que quero fazer pelo resto da minha vida'".  
Silverton abandonou a universidade em seu último ano e decidiu treinar formalmente como chef no Le Cordon Bleu em Londres. Em 1979, após sua formatura, ela retornou ao sul da Califórnia, onde trabalhou com o chef de confeitaria Jimmy Brinkeley no Michael's, um aclamado restaurante em Santa Monica. Inspirada por sua criatividade, ela retornou à Europa para continuar seus estudos.

## Carreira
Depois que Silverton retornou a Los Angeles em 1982, ela foi contratada pelo chefe Wolfgang Puck como chefe de confeitaria de abertura do restaurante Spago e, em 1986, ela escreveu seu primeiro livro de receitas.

### Campanile e Padaria La Brea
Em 1989, Silverton, seu então marido, o chef Mark Peel e Manfred Krankl abriram o Campanile, sobre o qual o crítico Jonathan Gold escreveria mais tarde: "É difícil exagerar as contribuições do Campanile para a culinária americana". Silverton e Peel abriram a La Brea Bakery em um espaço adjacente ao restaurante principal. Ela serviu como padeira-chefe da padaria e chefe de confeitaria do restaurante, localizado na La Brea Avenue, em Los Angeles.